# Zeebra
Zeebra (ジブラ prononcé Jibura), de son vrai nom Hideyuki Yokoi (横井英之), né le 2 avril 1971 à Tokyo, est un artiste hip-hop japonais.

## Parcours
Il fait sa première apparition en 1995. Zeebra est un membre du groupe de rap King Giddra (en) (キングギドラ, Kingu Gidora, en référence au monstre King Ghidorah), groupe qui inclut DJ Oasis et K Dub Shine. Il décide en 1997 de faire une carrière solo et signe chez le label Future Shock record.
Zeebra n’apparaît pas seulement dans des magazines hip-hop mais également dans des revues de mode et de street culture. Il produit également d'autres rappeurs et apparaît parfois dans leurs clip vidéo.
Il est apparu aussi dans des intro de clip de rap américain.
En 1998 démarre sa première tournée solo, c'est à ce moment qu'émergent les nouvelles individualités du rap, faisant du hip-hop l'un des styles de musique les plus écoutés au Japon.
À cette année démarre le premier show télévisé traitant du rap et de la culture Hip Hop intitulé Beats to the Rhyme, une des chansons de Zeebra sera utilisé pour une publicité Nike afin de promouvoir la National Basketball Association au Japon. S'ensuivent la même année la sortie du single Mr. Dynamite, le premier single de rap entrant dans le Top 50 japonais. En juin 2000 il sort l'album Based On a True Story qui se vendra à 250 000 exemplaires, à la fin de l'année Zeebra entame une tournée au Japon à guichets fermés, une première encore. En 2001 sort le single Never Enuff, chanson qui sera reprise pour en faire le thème du film japonais Aniki, mon frère dirigé par Takeshi Kitano et avec Claude Maki. En 2002 il rejoint temporairement King Giddra qui fera depuis 2003 un travail solo et sortira quelques singles.
À présent il ne produit plus seulement pour des artistes rap mais également pour des artistes de RnB contemporain comme Namie Amuro.

## Discographie

### Albums
- 1998 : The Rhyme Animal
- 2000 : Based On A True Story
- 2002 : The First Struggle
- 2003 : Tokyo's Finest
- 2006 : The New Beginning
- 2007 : World of Music
- 2011 : Black World / White Heat
- 2013 : 25 to Life

### Singles
- 1997 : Mappiruma
- 1998 : The Rhyme Animal Remix E.p. 1
- 1999 : The Rhyme Animal Remix E.p. 2
- 2000 : MR. DYNAMITE
- 2001 : Neva Enuff (feat. Aktion)
- 2001 : BABY GIRL
- 2003 : BIG BIG MONEY (feat. Hiro)
- 2003 : SUPATECH (What's My Name?)
- 2003 : Perfect Queen
- 2005 : Street Dreams
- 2005 :  Oh Yeah
- 2006 : Stop Playin' A Wall
- 2007 : My People (feat. Miliyah Kato)
- 2007 :  Not Your Boyfriend (feat. JESSE)
- 2010 : Butterfly City (feat. Ryo the SKYWALKER, Mummy-D & DOUBLE)
- 2010 : Fly Away
- 2011 : Blue (feat. Al)
- 2013 : I Do It
- 2013 : Mr. Miyagi

## Filmographie partielle
- 2010 : Zatōichi: The Last (座頭市 THE LAST?) de Junji Sakamoto